# Kodyma (město)
Kodyma (ukrajinsky Кодима, rusky Кодыма, rumunsky Codâma) je město v Oděské oblasti na Ukrajině. K roku 2004 měla přes devět tisíc obyvatel.

## Poloha
Kodyma leží u severního okraje Oděské oblasti blízko hranice se sousední Vinnyckou oblastí. Od Oděsy je vzdálena přibližně 218 kilometrů severozápadně. Na jejím území pramení řeka Kodyma, přítok Jižního Bugu.

## Dějiny
Sídlo zde bylo založeno v roce 1754.
V letech 1924 až 1940 byla Kodyma součástí Moldavské autonomní sovětské socialistické republiky.
Za druhé světové války obsadila Kodymu 1. srpna 1941 německá armáda, která vyvraždila část zdejšího židovského obyvatelstva.
Od roku 1979 je Kodyma městem.

### Rodáci
- Stanisław Skalski (1915–2004), polský vojenský letec